# 叶卡捷琳娜·安特罗波娃
叶卡捷琳娜·米哈伊洛芙娜·安特罗波娃（俄語：Екатерина Михайловна Антропова，2003年3月19日—），意大利女子排球运动员，2024年世界女排联赛金牌得主、2024年夏季奥林匹克运动会女子排球比赛金牌得主。
安特罗波娃的父母均為俄羅斯人，但她出生於冰島，因此從未代表過俄羅斯國家隊出戰。她的父母在2017年與她移居到意大利。她于意大利的排球青训体系中成长，并且一直希望代表意大利国家队出战。2023年，被正式確認為意大利籍球員並於2024年起代表意大利國家隊出戰。

## 獎項

### 俱乐部个人荣誉
- 2023年CEV女排盃：最有价值球员（MVP）（效力于斯坎迪奇女排俱乐部）

### 國家隊
- 2024年女子排球國家聯賽：   - 冠军
- 2024年奥运会女子排球比赛：   - 冠军
- 2025年女子排球國家聯賽： - 冠軍

### 俱乐部
- CEV女排盃
  -  冠军（1）：2023
- CEV女排挑戰盃
  -  冠军（1）：2022